# Соколов, Андрей Борисович
Андрей Борисович Соколов (род.  1955) — российский инженер-конструктор, председатель правления «Альфа-банка».

## Биография
Первое высшее образование получил на факультет ВМК МГУ (1972—1977). Факультет совершенствования языковой подготовки Московский государственный педагогический институт иностранных языков имени М. Тореза (1981).
Инженер-конструктор Машиностроительного завода имени П. О. Сухого (1977—1982). Секретарь Фрунзенского райкома ВЛКСМ (1982—1985). Перешёл во Фрунзенский райком КПСС (1985). Всесоюзный центр изучения общественного мнения (ВЦИОМ) (1988—1992): заведующий сектором, а затем — заведующий отделом. Был исполнительным директором ТОО «РОМИР» (1992—1995).
В 1995 году пришел в Альфа-банк начальником управления по работе с крупными клиентами центрального офиса, затем стал заместителем председателя правления банка (с 1998 по 2000 год).
С 2001 по 2002 год — первый заместитель председателя правления ЗАО «Конверсбанк», затем — заместитель председателя совета директоров МДМ-Банка (2002) и председатель совета директоров страховой компании «РЕСО-Гарантия» (2002—2003).
В 2003 году вернулся в Альфа-банк заместителем председателя правления (2003—2007), с 2007 по 2011 год был первым заместителем правления.
С 31 августа 2011 года — председатель правления Альфа-банка.

## Семья
Разведён, бывшая супруга — Алина Соколова, вице-президент «АльфаСтрахования», возглавляет департамент по работе с финансовыми институтами. Два сына от первого брака — Георгий и Михаил.